# Myriochele pacifica
Myriochele pacifica är en ringmaskart som beskrevs av McIntosh 1885. Myriochele pacifica ingår i släktet Myriochele och familjen Oweniidae. Inga underarter finns listade i Catalogue of Life.